# Ecobox
Die Schiffsentwürfe Ecobox CC 34 und Ecobox CC 42 der Flensburger Schiffbau-Gesellschaft (FSG) sind  Containermotorschiffe. Insgesamt umfasste die Baureihe dieses zwischen 1994 und 1997 gebauten Schiffstyps der Flensburger Werft zwölf Einheiten, von denen zwei bei den Nordseewerken in Emden entstanden.

## Geschichte
Nach der Übernahme der Flensburger Werft durch den Lübecker Reeder Egon Oldendorff entwickelte die FSG Anfang der 1990er Jahre ein gemeinsames Konzept mit fünf Varianten eines Schiffstyps mit Tragfähigkeiten von 25.000, 34.000, 38.000, 42.000 und 48.000 Tonnen. Auf der Grundlage eines Basisentwurfs mit strömungsgünstigen Vor- und Achterschiffen konnten die Auftraggeber die Anzahl der Laderaummodule wählen. Auch ein nachträglicher Umbau auf eine längere Bauvariante war schon werftseitig vorbereitet.
Die Schiffe sind als Mehrzweck-Trockenfrachtschiffe mit weit achterem Deckshaus ausgelegt und in der Hauptsache für den Containertransport vorgesehen. Der Entwurf wies eine Reihe von eigenständigen Details auf. So verfügen die Ecobox-Schiffe im Vergleich mit gleich großen Containerschiffen ihrer Zeit über eine jeweils rund 40 Prozent höhere Tragfähigkeit, Tankdeckenfläche und Laderauminhalt und besitzen boxförmige Laderäume, deren Besonderheit das Fehlen eines Lukensülls ist. Die verstärkte obere Süllbank, die normalerweise den oberen Abschluss des Lukensülls bildet, ist beim Ecobox-Typ direkt in das Hauptdeck eingelassen. Die Aufgabe des fehlenden Lukensülls in der oberen Gurtung wird vom oberen Teil der seitlichen Doppelhülle übernommen, der über den Seitentanks als Betriebsgang mit verstärkten Seitenwänden (Schergang außen und Laderaumwand innen) ausgeführt ist. Des Weiteren wurde bei der Konstruktion bewusst auf den  weitgehenden Einsatz von höherfesten und damit dünneren Schiffbaustahl verzichtet, was die Schiffe während ihrer Betriebszeit wesentlich dauerhafter machen soll und das Schrottgewicht beim anschließenden Abbruch erhöht.
Die Bauaufträge für die ersten vier Schiffe vom Typ CC 42 nahm die Werft im November 1992 von der staatlichen chinesischen Außenhandelsorganisation entgegen zwei davon erstellten die Emder Nordseewerke. Weitere vier CC 42 Aufträge folgten für die Hamburger Reederei Alfred C. Toepfer, der sie langfristig an die amerikanische Lykes Lines verchartert hatte. Den dritten und vierten Bauauftrag nahm Toepfer nach dem Zusammenbruch der amerikanischen Reederei aber nicht ab, sie kamen für die Bremer Reederei F. A. Vinnen und die Schweizer Mediterranean Shipping Company in Fahrt. Es folgten zwei kleine CC 34 Ecoboxen für die chilenische Reederei Compañía Chilena de Navegación Interoceánica (CCNI). Die letzten beiden Schiffe waren je ein CC 42 für die Reederei F. Laeisz und F. A. Vinnen.

## Die Schiffe
| Ecobox-Schiffe               | Ecobox-Schiffe | Ecobox-Schiffe      | Ecobox-Schiffe | Ecobox-Schiffe | Ecobox-Schiffe                                                   | Ecobox-Schiffe |
| Bauname                      | Typ            | Bauwerft/ Baunummer | IMO-Nummer     | Ablieferung    | Auftraggeber                                                     | Umbenennungen und Verbleib |
| ---------------------------- | -------------- | ------------------- | -------------- | -------------- | ---------------------------------------------------------------- | --- |
| Trade Sol                    | CC 42          | FSG/685             | 9064748        | 26. April 1994 | Trade Sol Shipping, Hongkong Worlder Shipping                    | 1994 Sea Excellence, 1994 Chesapeake Bay, 1995 Jadroplov Trader, 1995 Trade Apollo, 2002 MSC Bruxelles, 2003 MSC Lara, 2023: MSC Lara II, so in Fahrt                                                                                |
| Trade Cosmos                 | CC 42          | FSG/686             | 9064750        | 1994           | Trade Cosmos Shipping, Hongkong Worlder Shipping                 | 1995 Sea Excellence, 1994 6 Trade Cosmos, 2002 MSC Beijing, 2003 MSC Eleonora, so in Fahrt |
| Trade Selene                 | CC 42          | Nordseewerke/ 506   | 9064786        | April 1995     | Trade Selene Shipping, Hongkong Worlder Shipping                 | 2001 MSC Amsterdam, 2002 Trade Selene, 2003 MSC Amsterdam, 2008 MSC Nairobi, 2010 Nairobi, ab 8. Januar 2015 in Alang verschrottet.                                                                                                  |
| Trade Eternity               | CC 42          | Nordseewerke/ 507   | 9064798        | Oktober 1995   | Trade Eternity Shipping, Hongkong Worlder Shipping               | 2001 MSC London, 2002 Trade Eternity, 2004 MSC Zurich, 2009 Ocean Protector, 2015 Ze Hong, 2024 Hong, ab 2. Februar 2024 in Gadani verschrottet.                                                                                     |
| James Lykes                  | CC 42          | FSG/688             | 9102710        | März 1995      | Alfred C. Toepfer, Hamburg                                       | 1996 James, 2000 CMA CGM Monet, 2002 Nautic II, 2004 MSC Mediterranean, so in Fahrt |
| Joseph Lykes                 | CC 42          | FSG/689             | 9102722        | August 1995    | Alfred C. Toepfer, Hamburg                                       | 1996 Med Fos, 1997 Zim Venezia I, 1998 Joseph, 2000 TMM Puebla, 2001 Joseph, 2001 MSC Canberra, so in Fahrt |
| Catania                      | CC 42          | FSG/691             | 9102746        | 26. April 1996 | Sturio International, Monrovia                                   | während des Baus Catania , fertiggestellt als Jean, 1996 MSC Don Giovanni, so in Fahrt |
| CCNI Chiloe                  | CC 34          | FSG/687             | 9080998        | August 1996    | Schiffahrtsgesellschaft „CCNI Chiloe“ Rickmers Reederei, Hamburg | 1996 Maersk Curitiba, 1998 CCNI Chiloe, 2000 Santiago, 2002 Togo Star, 2004 Santiago, 2004 CCNI Vancouver, 2007 Santiago, 2014 Santi, ab 19. März 2014 bei Navyug Ship Breaking Company in Alang verschrottet.                       |
| John Lykes                   | CC 42          | FSG/690             | 9102734        | März 1996      | F.A. Vinnen, Bremen                                              | 1996 Merkur Star, 1997 Houston Express, 1998 Merkur Star, 2000 CMA CGM Seurat, 2002 Merkur Star, 2002 MSC Oman, 2003 Merkur Star, 2006 MSC Natal, 2012 Merkur Star, 2014 Hong Yuan 01, ab 10. April 2044 in Chittagong verschrottet. |
| CCNI Aysen                   | CC 34          | FSG/692             | 9122538        | Dezember 1996  | Schiffahrtsgesellschaft „CNNI Aysen“ Rickmers Reederei, Hamburg  | 1996 Maersk Montevideo, 1998 CCNI Aysen, 2000 Superba Bridge, 2000 P&O Nedlloyd Ottawa, 2001 Hamburgo, 2002 Ghana Star I, 2004 CCNI Busan, 2007 Hamburgo, 2010 Dong Fang Qiang, so in Fahrt                                          |
| Priwall                      | CC 42          | FSG/693             | 9158965        | 1997           | Laeisz Reederei, Rostock                                         | 1997 Sea Panther, 2001 Priwall, 2002 MSC Chile, 2004 Priwall, 2004 MSC Chile, 2009 Priwall, ab 7. April 2016 in Alang verschrottet.                                                                                                  |
| ZIM Piraeus                  | CC 42          | FSG/694             | 9158977        | September 1997 | F.A. Vinnen, Bremen                                              | 1998 Merkur Sky, 1999 MSC Sicily, 2001 Merkur Sky, 2002 MSC Gauteng, 2002 Merkur Sky, 2003 MSC California, 2005 Merkur Sky, 2007 CMA CGM Ylang, 2011 Merkur Sky, 2012 M Sky, Ky, ab 5. Oktober 2012 in Alang verschrottet.           |
| Daten: Equasis, grosstonnage |                |                     |                |                |                                                                  | |